# Park Cafe
Park Cafe war eine Popgruppe aus Luxemburg, die von 1986 bis 1993 bestand.

## Hintergrund
Die Mitglieder waren Maggie Parke (Gesang), Gast Waltzing (Trompete), Rom Heck (Bass), Jean-Jacques Watgen (Gitarre) und Al Lenners (Schlagzeug). Die Band wurde ausgewählt, Luxemburg beim Concours Eurovision de la Chanson 1989 in Lausanne zu vertreten. Ihr Popsong Monsieur landete auf dem drittletzten Platz.

## Diskografie
Alben
- 1987: Parc Cafe
- 1989: Goodtime Boy
- 1993: Never Close Your Eyes